# Tadeusz Kroński
Tadeusz Juliusz Kroński, né le 14 juillet 1907 à Varsovie et mort le 6 juin 1958, est un philosophe et historien polonais de la philosophie, élève et professeur à l'Institut de philosophie de l'Université de Varsovie, élève de Tadeusz Kotarbiński et de Władysław Tatarkiewicz. Ses étudiants et ses amis l'appelaient « Tigre ». 

## Biographie
Il est le fils d'Alexander Ferdinand, avocat, et de Sophie Maria de Przedrzymirski. En 1928, il obtient son diplôme et étudie pendant un an le droit à l'université de Poznań, puis se rend à l'université de Varsovie pour des études d'allemand et ensuite de philosophie (il obtient une maîtrise en 1934). En 1937-1938, il poursuit ses études de philosophie à Prague, où il est associé au Cercle philosophique de Prague. En septembre 1939, il rejoint le 1er régiment de volontaires ouvriers pour la défense de Varsovie ; le 27 septembre, à la veille de la capitulation de la ville, il est grièvement blessé au cours des combats dans Żoliborz. À partir de janvier 1940, il est membre de l'organisation Independent Poland sous le pseudonyme de Bonawentura. Il participe au soulèvement de Varsovie. Après sa défaite, avec sa femme, Irena Krońska, il est transporté dans un camp en Allemagne. Puis tous deux sont envoyés dans l'armée britannique, où ils deviennent traducteurs. Plus tard, ils vivent à Paris et à Londres et retournent en Pologne en 1949.
Ses intérêts scientifiques se concentrent sur la philosophie allemande, Hegel et Kant (Rozważania wokół Hegla (1960)). Il enseigne la philosophie marxiste à l'Institut de formation du personnel scientifique du Comité central du Parti ouvrier uni polonais (KC PZPR), à l'Académie militaire de politique et travaille à l'Université de Varsovie. Ses demandes d'admission au parti sont rejetées à plusieurs reprises. Il est considéré comme le père spirituel de l'école dite de Varsovie des historiens des idées, créée par ses étudiants (entre autres Leszek Kołakowski, Bronisław Baczka, Krzysztof Pomian).
Il est célèbre pour son sens de l'humour et sa capacité à improviser et à parodier.
En même temps, il est l'un des intellectuels les plus impliqués dans la création du stalinisme en Pologne. Sa déclaration, tirée d'une lettre privée adressée à Czesław Miłosz, est souvent citée : « Qui nous donne la garantie que ce système, qui permet la liberté et le progrès, traversera tous les dangers ? Sur qui nous appuyons-nous ? Les mineurs, certains travailleurs et même les Juifs (pas plus de 20 %, je crois). Que la majorité est toujours contre nous, c'est pourquoi nous devons renoncer à cette opportunité historique. Il m'arrive donc de me laisser volontairement emporter par mon tempérament : Nous apprendrons aux gens de ce pays à penser de manière rationnelle sans aliénation avec nos flacons soviétiques » (T. Kroński do Cz. Miłosz, 7 décembre 1948, Cz. Miłosz, Juste après la guerre. Correspondance avec les écrivains 1945-1950, Znak, Cracovie 1999).
Dans les critiques des livres Historia filozofii [Histoire de la philosophie] et Spór o istnienie świata [Litige sur l'existence du monde], il accuse les auteurs Władysław Tatarkiewicz et Roman Ingarden, entre autres : d'idéalisme méthodologique, de sous-estimation du marxisme en tant que percée de la philosophie, d'antihistorisme, de présentation des vues des philosophes non comme l'expression d'intérêts de classe, de coupure de la philosophie de la science.
Il est inhumé au cimetière militaire de Powązki à Varsovie (section A29-5-19).
Czesław Miłosz lui consacre un chapitre intitulé Le tigre du livre Rodzinna Europa (L'Europe de la famille).